# Wolfram Bauer
Wolfram Bauer war ein deutscher Tischtennisspieler. Er wurde bei der Deutschen Meisterschaft 1935 Zweiter im Einzel.

## Werdegang
Wolfram Bauer nahm in den 1930er und 1940er Jahren an mehreren Deutschen Meisterschaften teil. Dabei war er 1935 am erfolgreichsten. Er erreichte im Einzel das Endspiel, das er gegen Georg Kutz verlor. Bei den Gaumeisterschaften siegte er 1932 mit der Mannschaft vom Bezirk Dresden und 1935 mit dem Gau Sachsen.
Ende der 1940er Jahre spielte er beim Verein FC St. Pauli in der Oberliga Hamburg.